# Будзівойовиці
Будзівойовиці (пол. Budziwojowice) — село в Польщі, у гміні Длуґоленка Вроцлавського повіту Нижньосілезького воєводства.
Населення — 67 осіб (2011).
У 1975-1998 роках село належало до Вроцлавського воєводства.

## Демографія
Демографічна структура станом на 31 березня 2011 року:
|          | Загалом | Допрацездатний вік | Працездатний вік | Постпрацездатний вік |
| -------- | ------- | ------------------ | ---------------- | -------------------- |
| Чоловіки | 34      | 3                  | 30               | 1                    |
| Жінки    | 33      | 5                  | 25               | 3                    |
| Разом    | 67      | 8                  | 55               | 4                    |